# Gonomyia subnebulosa
Gonomyia subnebulosa är en tvåvingeart som beskrevs av Edwards 1928. Gonomyia subnebulosa ingår i släktet Gonomyia och familjen småharkrankar. Inga underarter finns listade i Catalogue of Life.